# Pourquoi l'amour est un plaisir
Pourquoi l'amour est un plaisir : L'Évolution de la sexualité humaine est un essai de l'écrivain américain Jared Diamond paru en 1997, puis en version française en 1999.
L'auteur développe une étude de la sexualité humaine. Pour lui, celle-ci n'a pas d'équivalent dans le règne animal, notamment en raison du fait que les femmes, contrairement aux autres femelles sexuées, ne donnent aucun signe visible des périodes où elles sont fécondables (même les femmes elles-mêmes l'ignorent sans démarche volontaire de leur part). Jared Diamond se propose dans cet ouvrage d'étudier les conséquences de cette originalité.

## Éditions
- (en) Why is Sex Fun? The Evolution of Human Sexuality, Basic Books, New York, 1997  (ISBN 0-465-03127-7).Paru en français sous le titre Pourquoi l'amour est un plaisir : L'Évolution de la sexualité humaine  (trad. Claire Guéron), Paris, Hachette Littératures, 1999, 190 p. (ISBN 2-01-235288-X), puis réédité dans la collection « Folio essais » chez Gallimard en 2000  (ISBN 9782070434718)[2].